# Еберхард IV фон Епщайн-Кьонигщайн
Еберхард IV фон Епщайн-Кьонигщайн (на немски: Eberhard IV von Eppstein-Königstein; * пр. 1481; † 25 май/2 юни 1535, Кьонигщайн) от фамилията Епщайн, е от 1505 г. граф на Кьонигщайн и Диц, господар на Епщайн, Мюнценберг и Бройберг.

## Произход
Той е син на граф Филип I фон Епщайн-Кьонигщайн († 1480/1481) и втората му съпруга Луиза фон Марк († 1524), дъщеря на граф Луис (Лудвиг I) дьо Ла Марк-Рошфор и Николе д' Аспремонт. Брат е на Анна фон Епщайн-Кьонигщайн (1481 – 1538), омъжена на 24 август 1500 г. за граф Бото цу Щолберг (1467 – 1538).
Еберхард IV умира на 25 май 1535 г. и е погребан в църквата в Хирценхайн. Неговият универсален наследник е племенникът му Лудвиг цу Щолберг.

## Фамилия
Еберхард IV фон Епщайн-Кьонигщайн се жени 1498 г. в Кьонигщайн за Катарина фон Вайнсберг († 1538), фрау фон Райхелсберг, дъщеря на Филип фон Вайнсберг († 1506) и Анна фон Щофелсхайм († 1509). Бракът е бездетен.

## Галерия
- Замък Епщайн (1646)
- Замък Кьонигщайн